# Jennifer Lien
Jennifer Anne Lien (Chicago, 24 agosto 1974) è un'attrice statunitense, nota per aver interpretato il personaggio di Kes nella serie televisiva Star Trek: Voyager.

## Biografia
Ultima di tre fratelli, Jennifer Lien nasce a Palos Heights, nell'Illinois. La madre, Dolorea Lian, è stata un'insegnante di college. Jennifer Lien inizia a recitare all'età di 13 anni. La sua prima apparizione televisiva è all'interno di uno spot pubblicitario di gomme da masticare, dove interpreta due gemelle. La sua prima apparizione in una serie televisiva è in un episodio della serie Brewster Place con protagonista Oprah Winfrey, nel 1990, dove interpreta la parte di una studentessa di conservatorio.
Nel 1991 entra a far parte del cast della serie Destini, nel ruolo di Hannah Moore. Nel 1993 prende parte nel ruolo di Roanne alla sitcom Phenom che ha come protagonista Judith Light. Nello stesso anno prende parte anche alla registrazione dell'album di Adam Sandler They're All Gonna Laugh At You, nel quale interpreta la parte di Valedictorian nella traccia The Buffoon And The Valedictorian e di una delle figlie nella traccia Oh, mom....
Nel 1994 viene scritturata nella serie televisiva Star Trek: Voyager, dove interpreta il personaggio di Kes, un'aliena Ocampa, una specie che vive per solo 8 o 9 anni, che entra a far parte dell'equipaggio della nave stellare Voyager dopo che quest'ultima è stata trascinata nel Quadrante Delta da un alieno ostile. Rimane nella serie per le prime tre stagioni e per i primi due episodi della quarta stagione Il patto dello scorpione - Seconda parte (Scorpion - Part 2) e L'addio di Kes (The Gift), contemporaneamente all'ingresso nella serie di Jeri Ryan nella parte della Borg Sette di Nove. Riapparirà per un'ultima volta nella sesta stagione, nell'episodio Furia (Fury), impersonando una anziana Kes decisa a ritornare al pianeta natale della sua specie. In quell'occasione l'attrice ha contribuito alla sceneggiatura, ma in seguito si è detta delusa dalla sua interpretazione, tuttavia ha ben accolto l'opportunità di lavorare nuovamente con il cast della serie.
In seguito appare nel film Fuori di cresta e in American History X (1998), dove interpreta la sorella dei due protagonisti Edward Norton ed Edward Furlong.
A teatro ha recitato ne La tempesta e nell'Otello di William Shakespeare. Come doppiatrice ha inoltre prestato la voce nel doppiaggio in lingua inglese del film horror francese Baby Blood (1990), all'adulta Vitani ne Il re leone II - Il regno di Simba (1998), all'Agente "L" per le prime tre stagioni (dal 1997 al 2000) della serie televisiva animata Men in Black: The Series. Si è ritirata dalle scene nel 2002.
In seguito al completamento dei suoi studi, si è detta intenzionata a lavorare come nutrizionista.

## Vita privata
Jennifer Lien è sposata con il regista Phil Hwang. Il loro primo figlio, Jonah, è nato il 5 settembre 2002. Dopo la nascita del figlio, la Lien si è ritirata dall'attività di attrice e doppiatrice, tuttavia viene ancora accreditata come produttore esecutivo del film diretto dal marito Geek Mythology del 2008.

## Controversie
Il 2 marzo 2018 viene arrestata dalla polizia del Tennessee per aver guidato con una patente revocata. Era stata precedentemente fermata per lo stesso reato il 27 febbraio 2018.
Fra il 2012 e il 2019 è stata arrestata per diversi reati, tra cui violenza domestica, atti osceni e altri legati alla guida che hanno avuto come conseguenza l'ordine del tribunale di iniziare un trattamento psichiatrico.

## Filmografia

### Attrice

#### Cinema
- American History X, regia di Tony Kaye (1998)
- Fuori di cresta (SLC Punk!), regia di James Merendino (1998)
- Hoofboy, regia di Will Keenan - cortometraggio (1998)
- Rubbernecking (Accidents Don't Happen), regia di Sean Kinney e Ross H. Martin (2000)
- American History X: Linkin Park - New Divide - cortometraggio direct-to-video (2014)

#### Televisione
- Destini (Another World) – serie TV, 35 episodi (1991-1992)
- The Critic – serie TV, episodio 1x01 (1994)
- Phenom – serie TV, 22 episodi (1993-1994)
- Inside the New Adventure: Star Trek - Voyager, regia di Donald R. Beck - documentario TV (1995)
- Launch of Star Trek: Voyager - documentario TV (1995)
- Star Trek: Voyager – serie TV, 68 episodi (1995-2000)
- It's Hot in Here: UPN Fall Preview - documentario TV (1996)
- Star Trek: 30 Years and Beyond, regia di Louis J. Horvitz - documentario TV (1996)

### Doppiatrice

#### Televisione
- Duckman: Private Dick/Family Man - serie animata, episodio 3x07 (1996)
- Le avventure di Jonny Quest (The Real Adventures of Jonny Quest) - serie animata, episodio 2x12 (1996) - Elise
- Superman - serie animata, episodio 2x20 (1997) - Inza Nelson
- Men in Black: The Series - serie animata, 38 episodi (1997-2000) - Elle/Agente L

#### Videogiochi
- The Lion King: Simba's Mighty Adventure (2000) - Vitani

### Produttrice
- Geek Mythology, regia di Phil Hwang - direct-to-video (2008)

### Sceneggiatrice
- Star Trek: Voyager – serie TV, episodio 6x23 (2000)

## Teatro (parziale)
- The Tempest
- The Tragedy of Othello, the Moor of Venice